# Símbolos da Palestina

A bandeira da Palestina, símbolo da identidade palestina e do Estado Palestino

Os símbolos da Palestina incluem bandeiras oficiais e não oficiais, ícones ou expressões culturais adotadas que podem ser emblemáticas, representativas ou de alguma forma características da Palestina e de sua cultura.
O escopo do que está incluído nos símbolos da Palestina inclui a bandeira do Estado e sua bandeira de popa, baseada na Bandeira da Revolta Árabe. Também abrange a vexilologia palestina e os sinais utilizados pela Autoridade Nacional Palestina. O Biladi é seu hino nacional. Em 2015, a Autoridade Palestina adotou o pássaro-sol-da-palestina como ave nacional do Estado da Palestina. O passaporte da Autoridade Palestina foi descrito como um "símbolo crucial da nacionalidade". Os selos postais e a história postal da Autoridade Nacional Palestina também são considerados símbolos nacionais. A lista de símbolos fundamentais da identidade palestina inclui:
- Al-Aqsa (complexo), particularmente a Cúpula da Rocha[5][6][7]
- Handala[8][9]
- a chave palestina[10][11]
- a Nakba
- o keffiyeh palestino, popularizado por Yasser Arafat
- a melancia[12]

Entre os objetos adicionais considerados símbolos da nação palestina está a Anemone coronaria. Embora a flor nacional da Palestina seja a Iris haynei, adotada em 2016, a Anemone coronaria é vermelha, com centro preto e folhas verdes, evocando as cores primárias da bandeira pan-árabe e palestina. As laranjas de Jafa, os limões, as oliveiras, e o Opuntia (sabr) também são amplamente usados como símbolos da nação palestina. Outras plantas, incluindo o za'atar (tomilho) e o handal (colocíntida), além de artesanatos tradicionais palestinos, como o tatreez (bordado palestino), também são considerados símbolos nacionais.

## Galeria

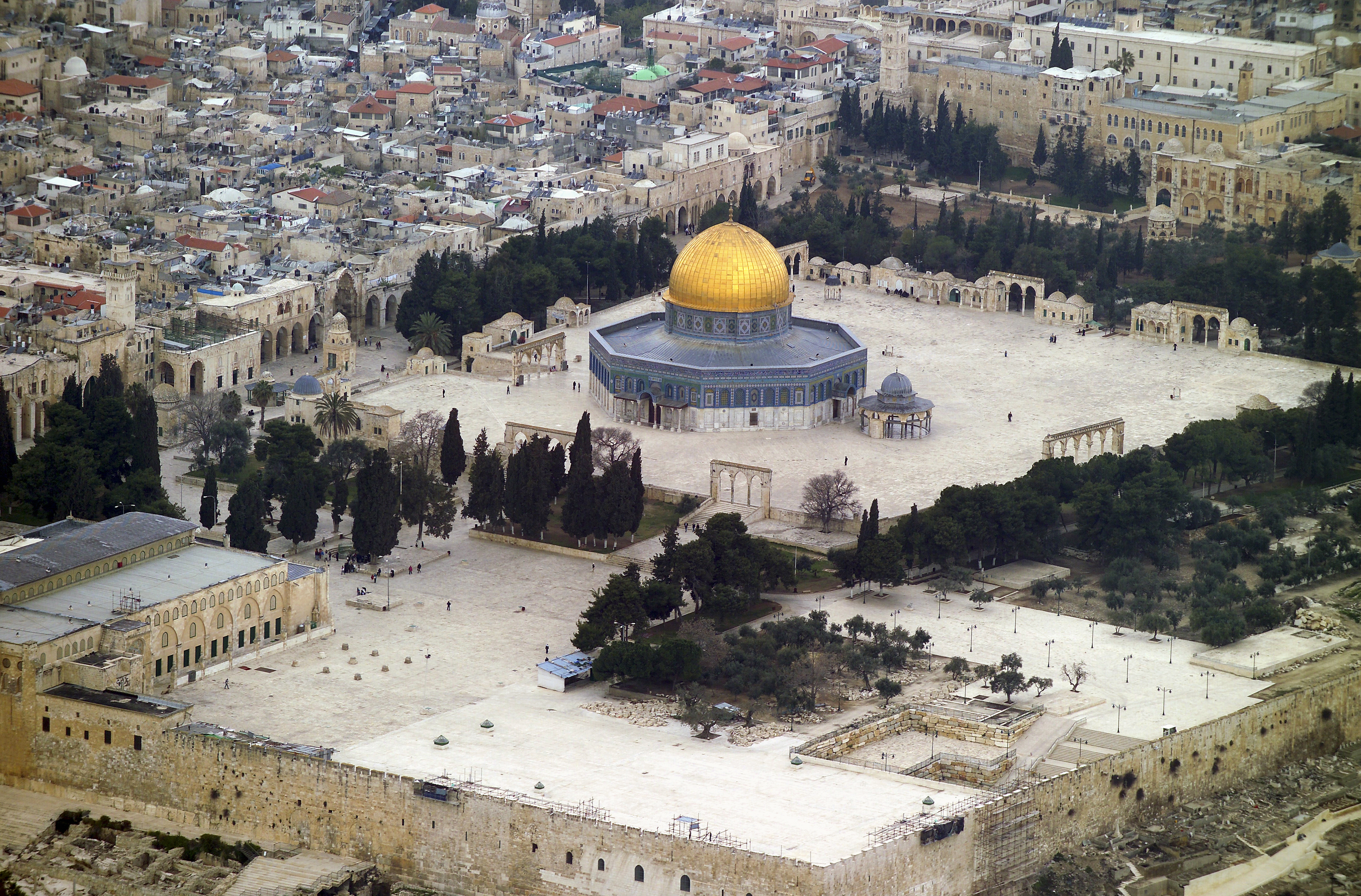
Al-Aqsa
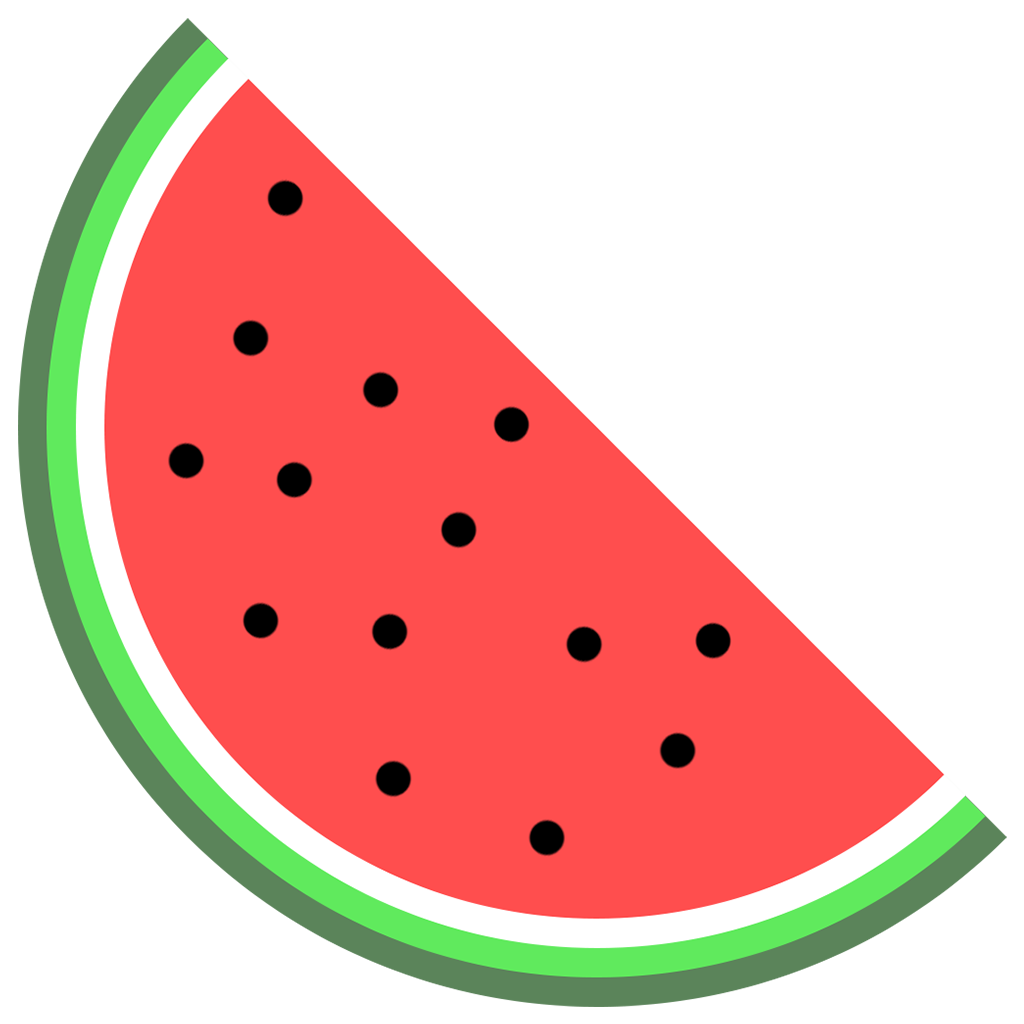
Melancia
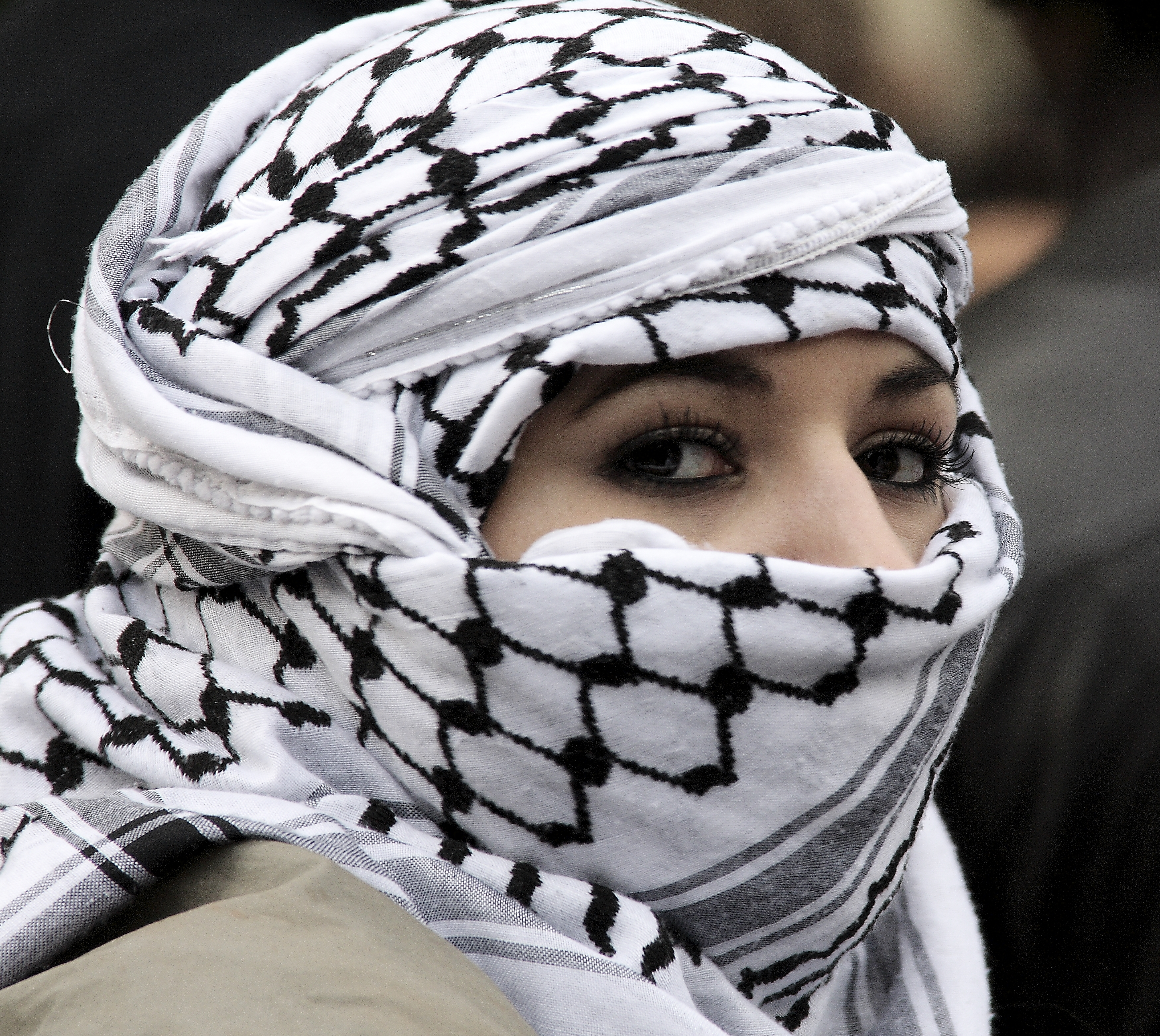
Keffiyeh
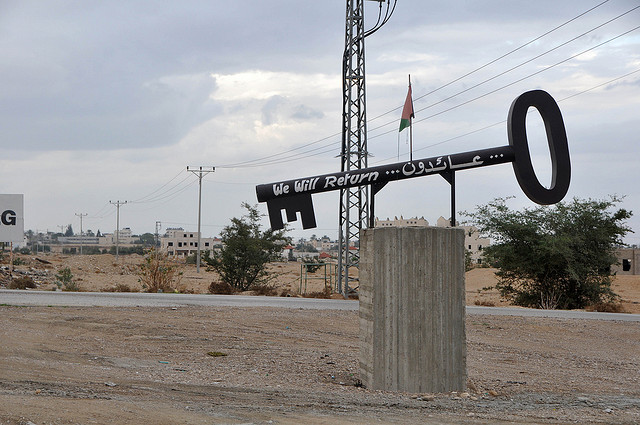
Chave
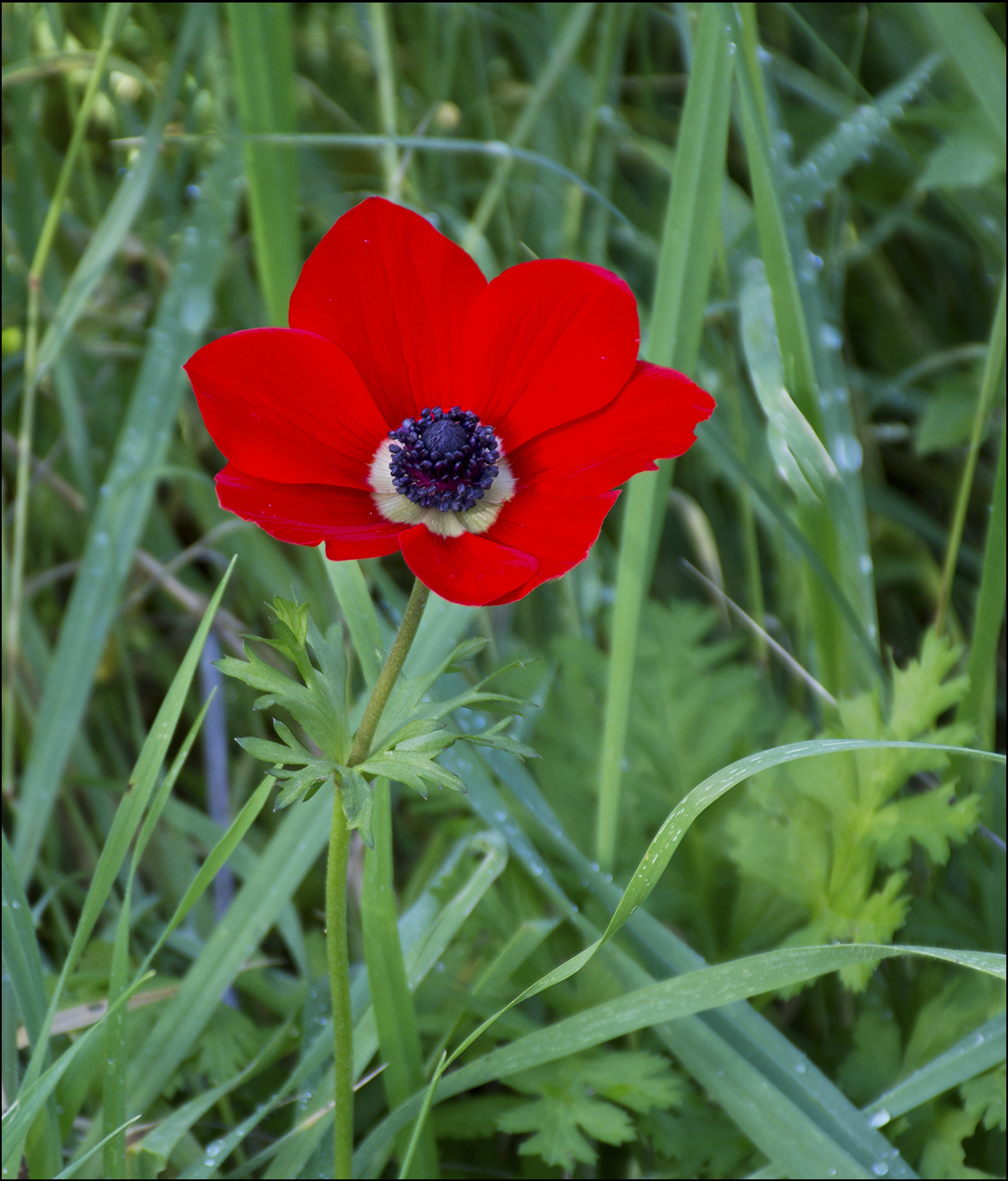
Papoula
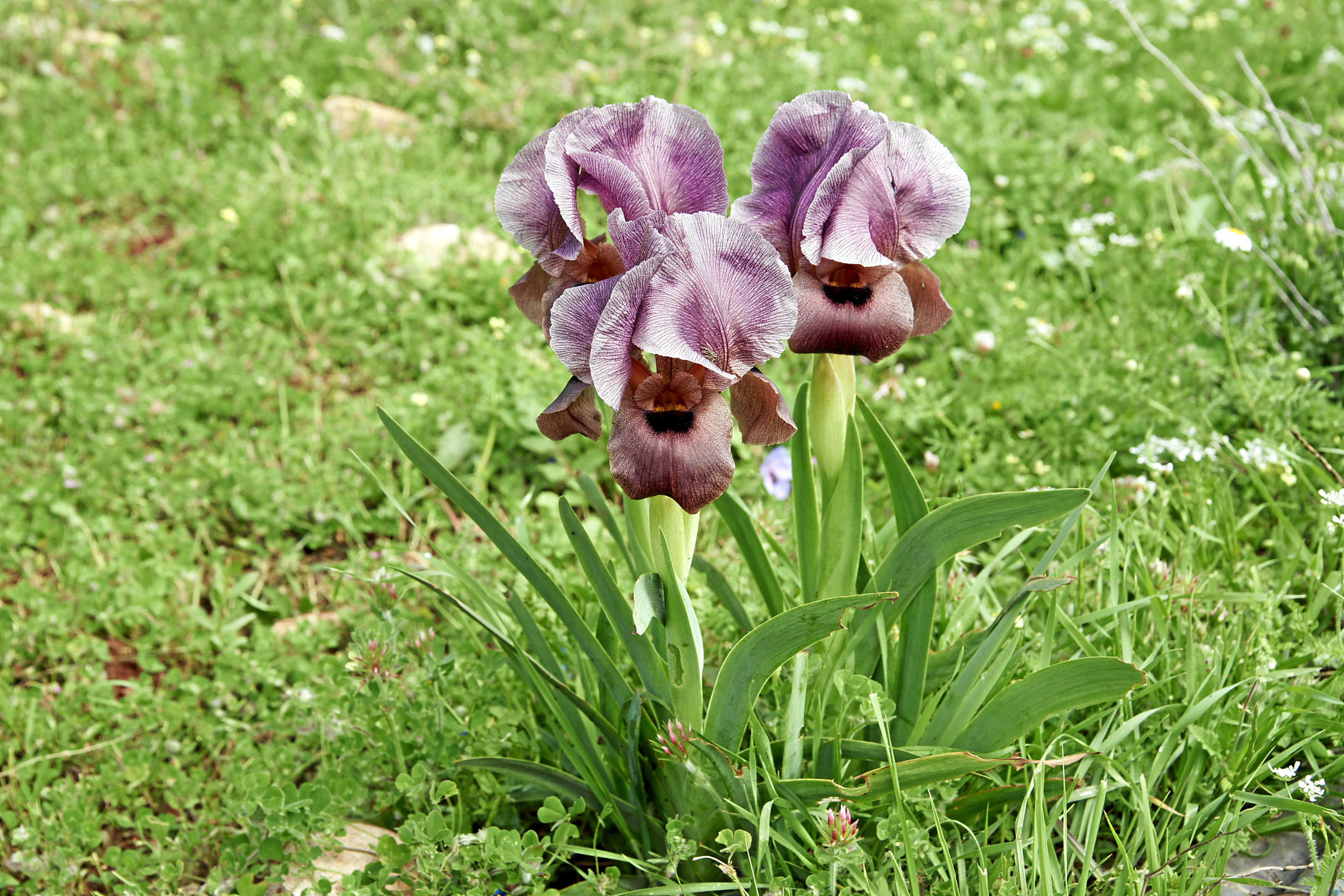
Iris haynei
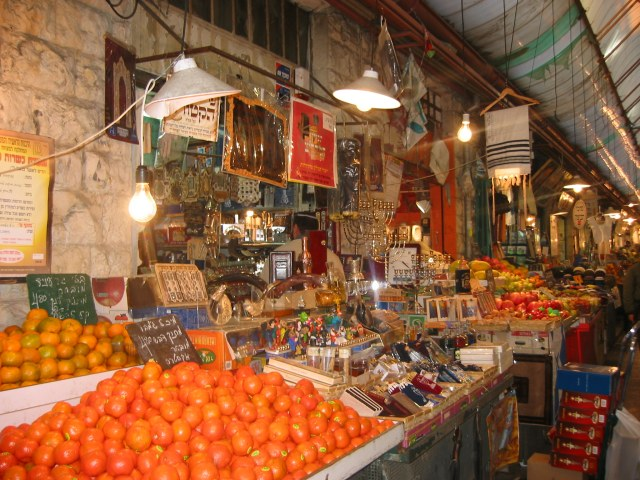
Laranjas de Jafa
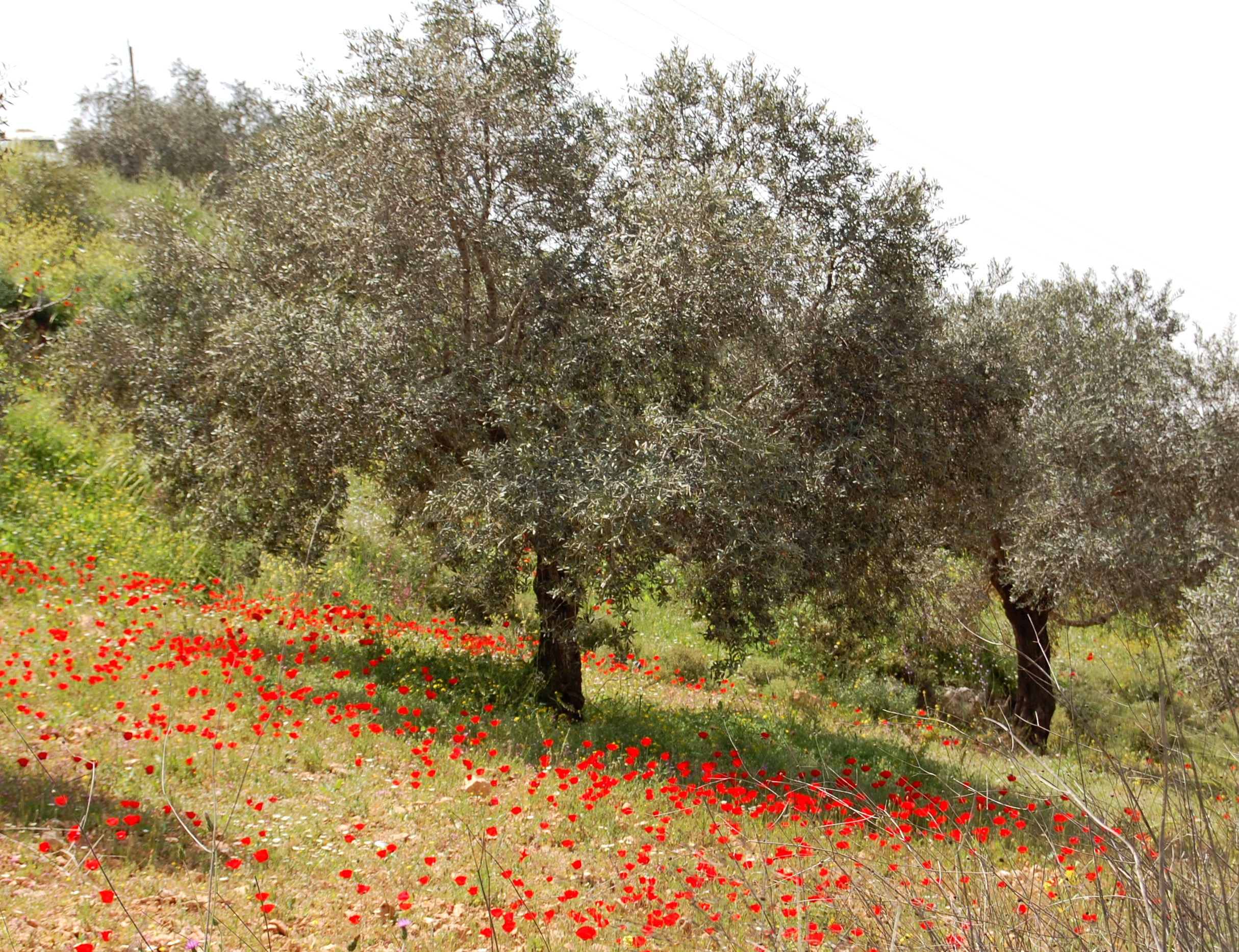
Oliveira
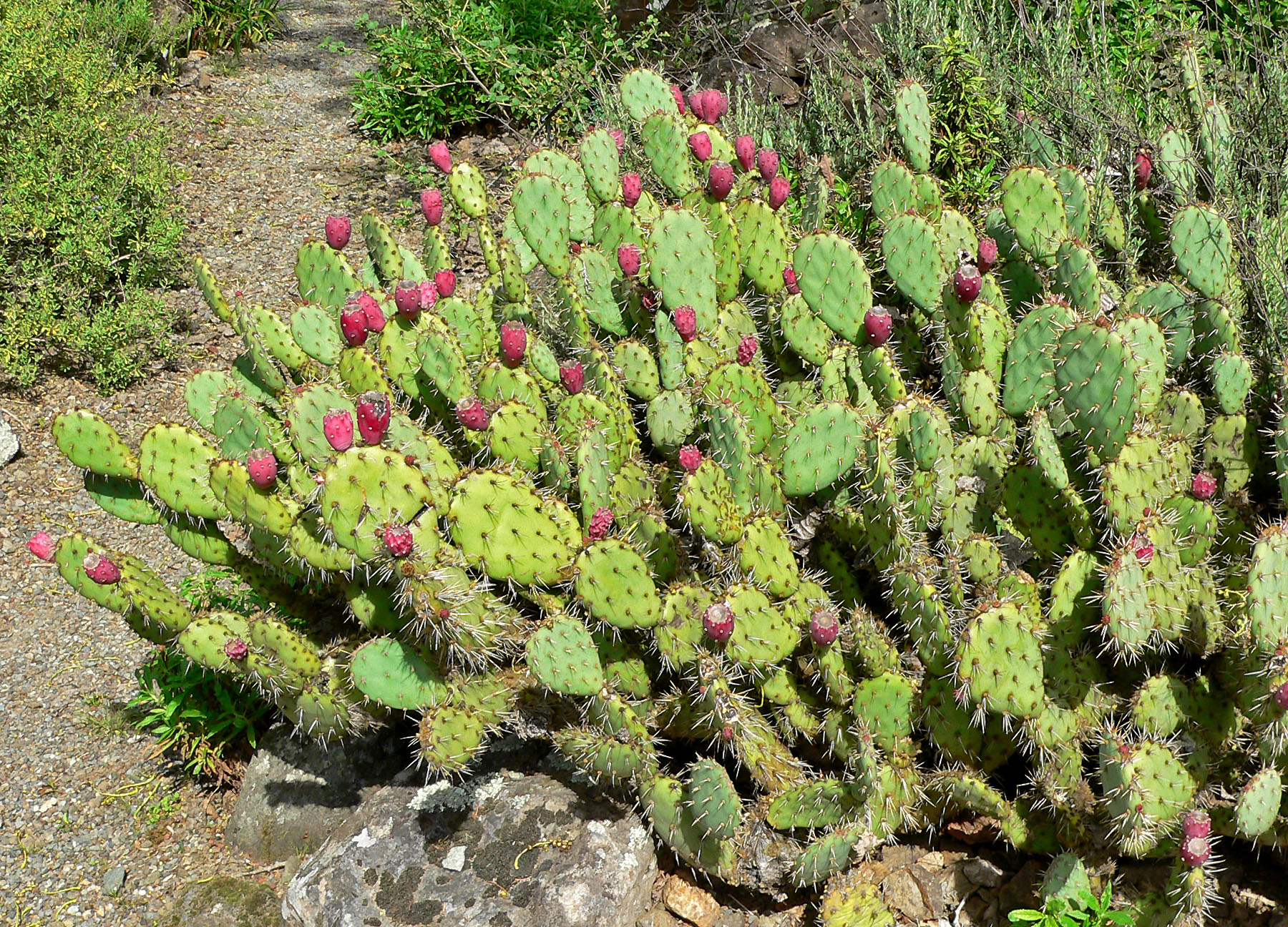
Opuntia
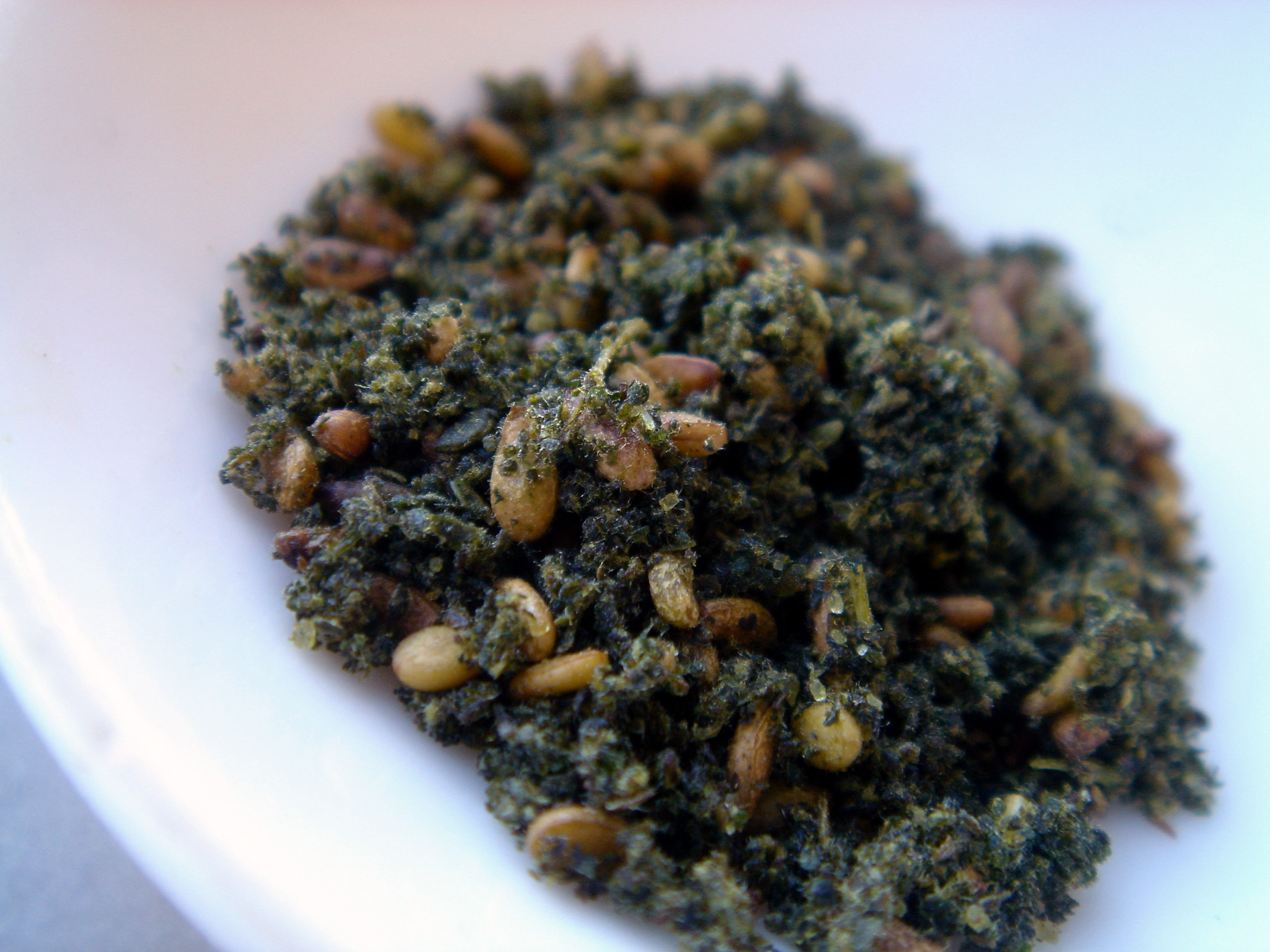
Za'atar
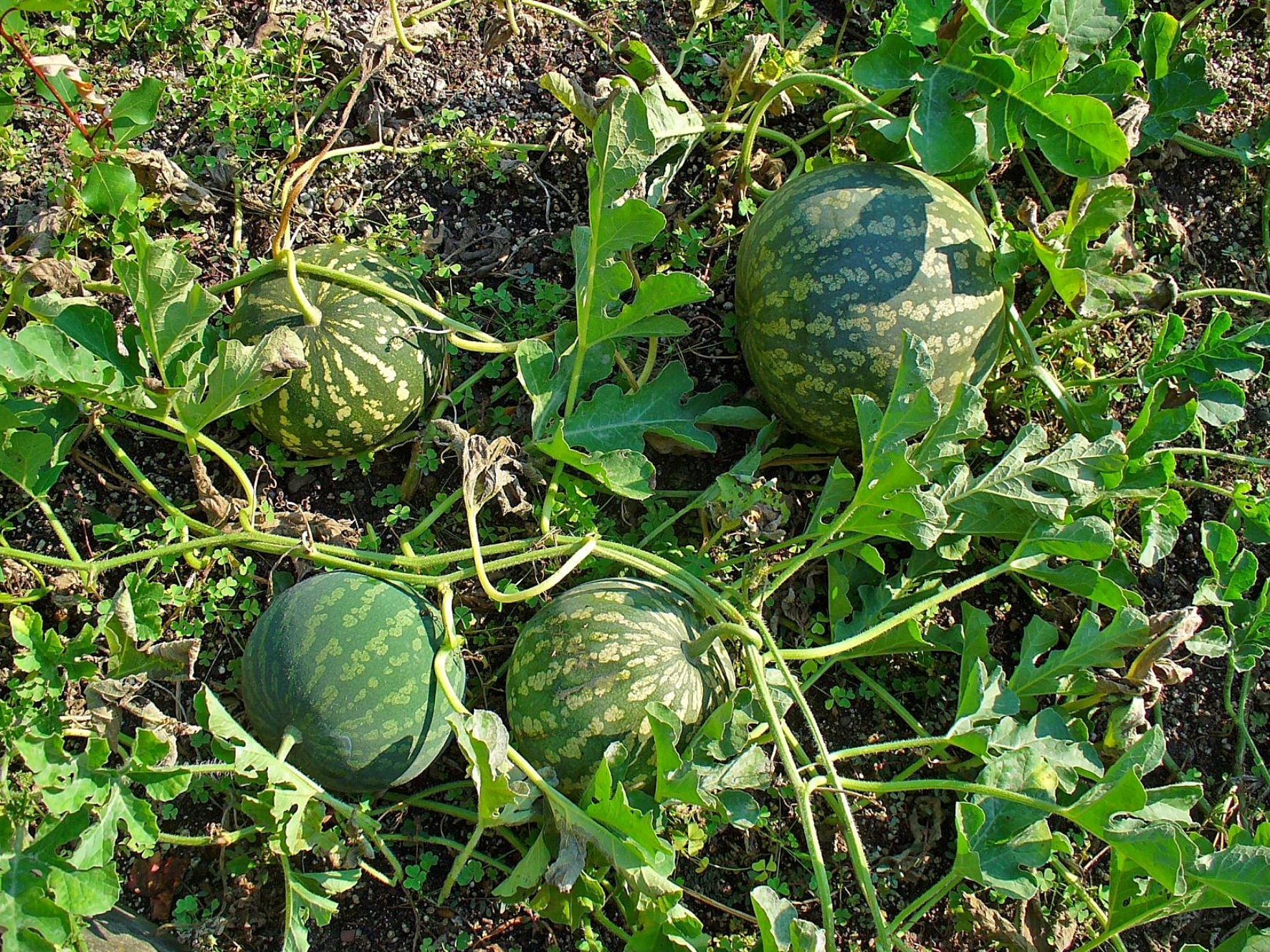
Handal
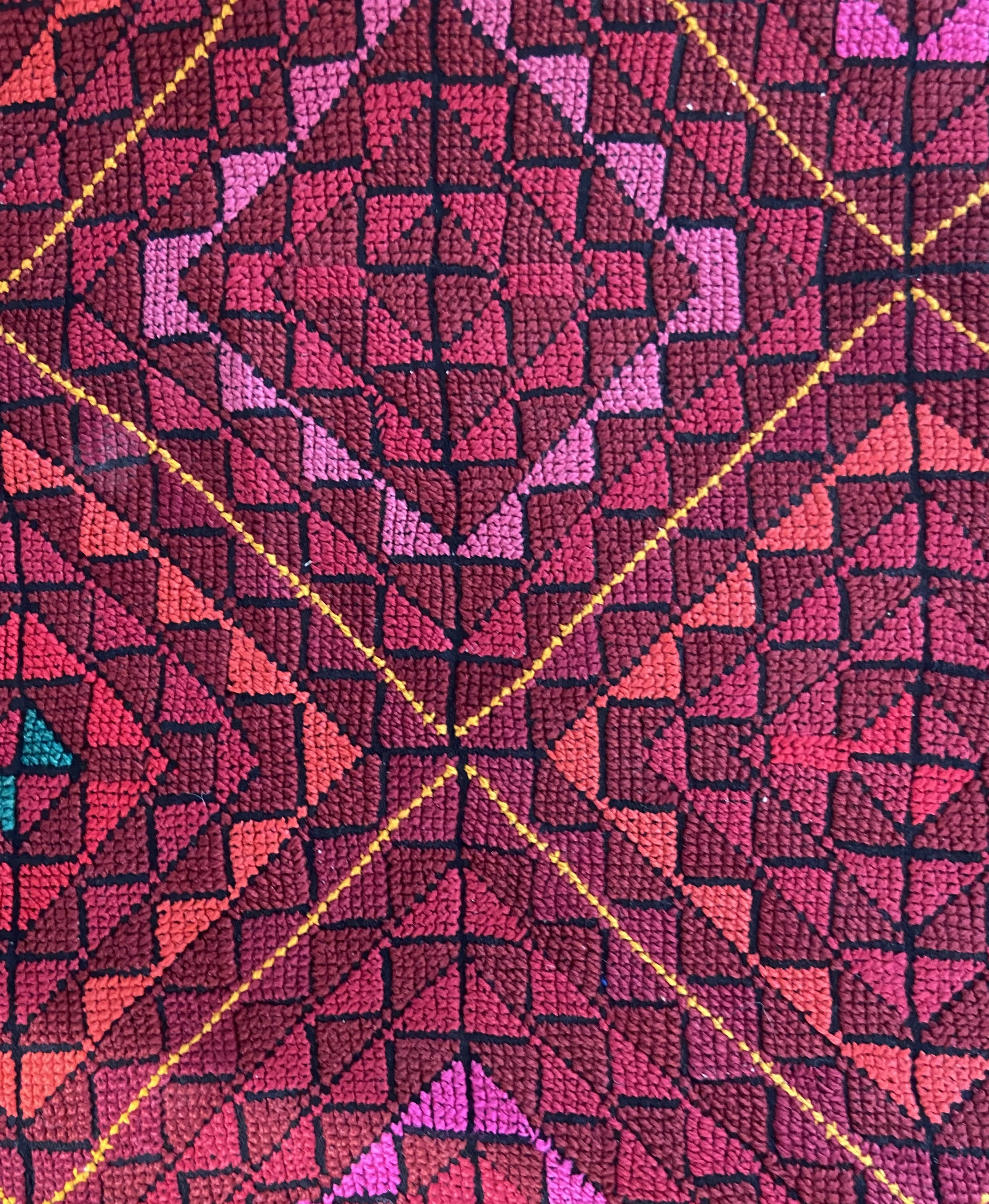
Tatreez
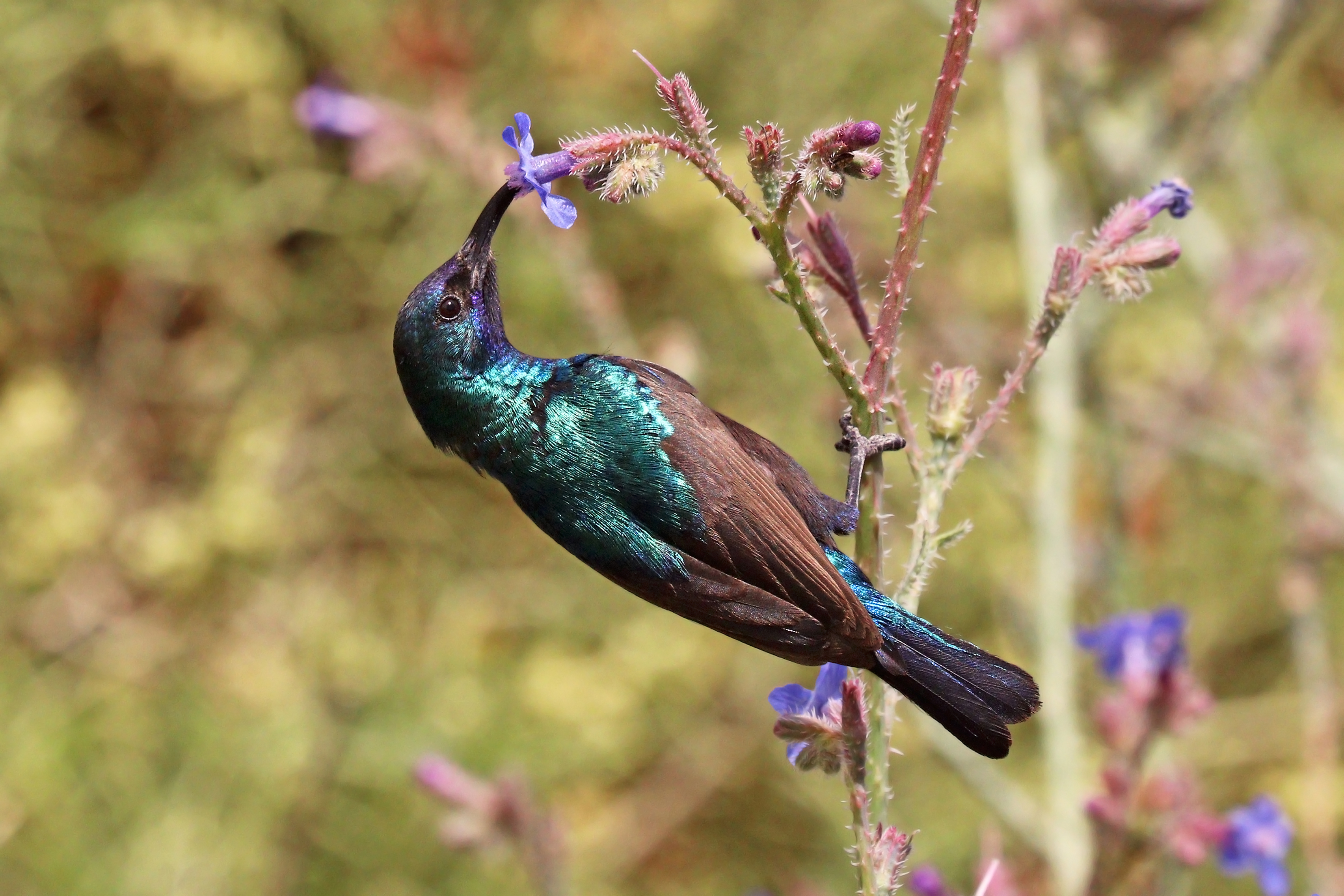
Pássaro-sol-da-palestina